# Ronya Othmann

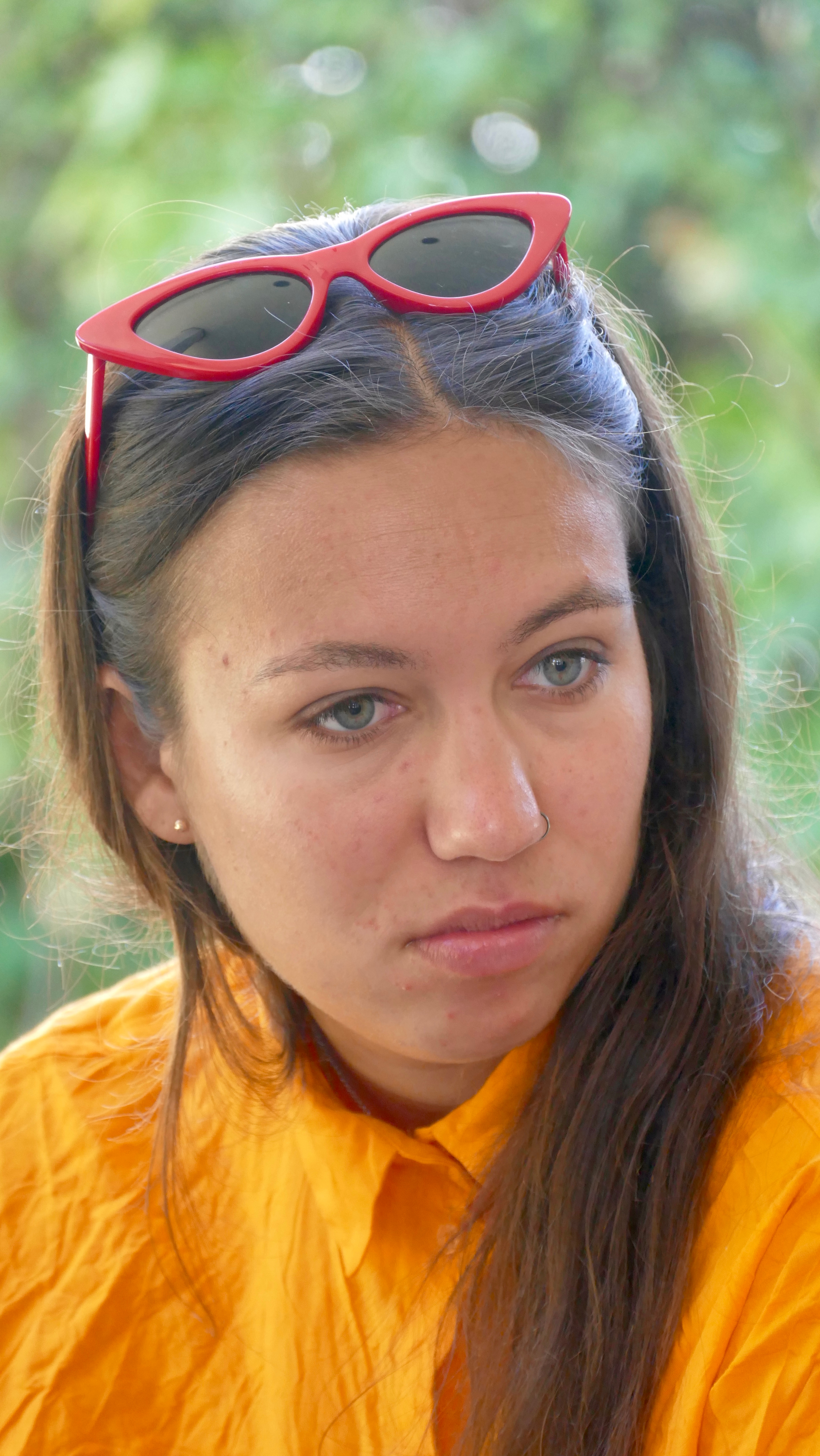
Ronya Othmann beim Ingeborg-Bachmann-Preis 2019

Ronya Othmann (* 12. Januar 1993 in München) ist eine deutsche Schriftstellerin und Journalistin.

## Leben
Sie wuchs als Tochter eines kurdisch-jesidischen Vaters und einer deutschen Mutter bei Neufahrn im Landkreis Freising auf. Die Familie ihres Vaters stammt aus der Nähe von Tirbespi im kurdischen Siedlungsgebiet in Syrien. In ihrer Kindheit und Jugend reiste sie häufig zur Familie des Vaters in ein jesidisches Dorf im Norden Syriens, das später nicht mehr existierte. Diese persönlichen Erfahrungen spiegeln sich in ihren Werken wider.
Im Jahr 2012 legte sie am Camerloher-Gymnasium Freising ihr Abitur ab. Danach begann sie Ausbildungen am International Munich Artlab und am Schweizer Literaturinstitut der Hochschule der Künste in Biel. 2013 nahm sie am Literatur Labor Wolfenbüttel teil. Ab 2014 studierte sie am Deutschen Literaturinstitut Leipzig. Dort organisierte sie 2015 die Kurdischen Filmtage. 2018 war sie Jurorin des „Duhok International Film Festival“ in der Kurdischen Autonomieregion des Irak.
Ronya Othmann lebt in Leipzig.

## Wirken
Ronya Othmann schreibt Prosa, Gedichte und Essays. Erste Arbeiten von ihr erschienen in BELLA triste und im Jahrbuch der Lyrik. Gemeinsam mit Yevgeniy Breyger, Özlem Özgül Dündar und anderen gab sie 2017 die Lyrikanthologie Ansicht der leuchtenden Wurzeln von unten heraus. 
Auf Einladung von Insa Wilke nahm Ronya Othmann im Juni 2019 an den 43. Tagen der deutschsprachigen Literatur (Ingeborg-Bachmann-Preis) in Klagenfurt teil und las dort ihren Text Vierundsiebzig, der den Genozid an den Jesiden zum Gegenstand hat. Ihr Beitrag gewann den Publikumspreis. Fünf Jahre später, 2024, veröffentlichte Othmann ein als Roman ausgewiesenes Buch mit demselben Titel (Vierundsiebzig), das Reportage, Gespräche und Reisebericht miteinander vereint und den titelgebenden vierundsiebzigsten Genozid an den Jesiden, begangen 2014 in Sindschar von Terroristen des Islamischen Staates, zum Gegenstand hat. Das stark autobiografisch geprägte Buch bezeichnete die Frankfurter Allgemeine Zeitung als  „Dokument der Enthemmung und Entmenschlichung“. Mit Vierundsiebzig stand Othmann auf der Shortlist des Deutschen Buchpreises 2024.     
Bereits im August 2020 war im Hanser Verlag ihr Debütroman Die Sommer erschienen, der anhand einer Familiengeschichte den Bürgerkrieg in Syrien und ebenfalls die Ermordung der Jesiden reflektiert. In dem Roman verarbeitet Othmann die Erlebnisse und das Schicksal der jesidischen Gemeinschaft unter anderem durch die Augen ihrer queeren Protagonistin Leyla. Das Werk wurde als Form des Widerstands gegen das Vergessen und die Homogenisierung beschrieben.
In ihrem ersten Gedichtband die verbrechen (2021) bezieht sich Othmann auf ein „müdes, müdes Land“, das Kritiker mit Kurdistan identifizierten. Geschichtliche und ideologische Spuren eines Jahrhunderts verwebt sie darin mit den Erinnerungen eines lyrischen Ichs.
In Medien wie Der Spiegel, taz oder Zeit Online veröffentlichte Othmann auch journalistische Texte. Seit März 2021 schreibt sie für die Frankfurter Allgemeine Zeitung die Kolumne „Import Export“. Für die Leipziger Volkszeitung schreibt sie seit Mai 2021 als eine von acht Autoren die Kolumne „Leipziger Stimmen“.
Bei der Gründung des PEN Berlin am 10. Juni 2022 wurde Othmann in das Board des neu gegründeten Verbands gewählt.

## Kontroversen
Anfang 2024 sollte Ronya Othmann auf dem Literaturfestival Karatschi in Pakistan aus ihrem Roman Die Sommer vorlesen. Ihre Einladung wurde jedoch zurückgezogen, nachdem ihr „Islamophobie“ und „Zionismus“ vorgeworfen worden waren. Diese Anschuldigungen kamen in einem offenen Brief pakistanischer Intellektueller zum Ausdruck, die ihre Teilnahme am Festival vehement ablehnten. Die Vorwürfe bezogen sich unter anderem auf einen Hamas-kritischen Artikel Othmanns in der Frankfurter Allgemeinen Zeitung und auf ihre Teilnahme an einer taz-Podiumsdiskussion, in der sie sich mit dem islamistischen Terrorismus auseinandergesetzt hatte. Hasnain Kazim, der ebenfalls auftreten sollte, sagte daraufhin ebenfalls seine Teilnahme am Festival ab. In einem Gastbeitrag für die Süddeutsche Zeitung schrieb er, Ronya Othmann sei von Feministinnen und Islamisten, die sich für links hielten und die Hamas als „Befreiungsorganisation“ bezeichneten, gecancelt und in reale Gefahr gebracht worden.
Gemeinsam mit Juliane Liebert kritisierte Ronya Othmann im Jahr 2024 als Jurorin des Berliner Internationalen Literaturpreises öffentlich, dass die Preisvergabe 2023 politisch und nicht nach literarischer Qualität entschieden worden sei, wobei ethnisches Profil und Nationalität der Autoren statt deren Werke im Vordergrund gestanden hätten. Dies löste eine Debatte aus. Manche Kommentatoren betonten die Notwendigkeit, dass Jurys literarische Kriterien ernst nehmen und politische Überlegungen nicht überwiegen lassen sollten. Andere betrachteten die Preisgabe von Jury-Interna durch Othmann und Liebert als schädlich für die Integrität von Jurys und Literaturkritik, da solche Enthüllungen das notwendige Vertrauen und die Diskretion untergrüben, die für faire und offene Diskussionen innerhalb von Jurys erforderlich seien und argumentierten, dass solche Debatten wichtig seien, jedoch in einem verantwortungsvollen Rahmen geführt werden sollten, ohne die beteiligten Personen oder den Preis selbst zu beschädigen.

## Politische Positionen
In der Tageszeitung taz war Othmann von 2019 bis 2020 zusammen mit Cemile Sahin Verfasserin einer Kolumne mit dem Titel „Orient Express“. In der Kolumne äußerte sie insbesondere Kritik an Zuschreibungen und forderte Aufmerksamkeit für marginalisierte Gruppen. Identitätspolitik sieht sie als ein „Mittel der Minderheiten“, das als Methode der Auseinandersetzung beibehalten werden sollte.
Othmann kritisiert romantisierende Vorstellungen von Kurdistan. Sie argumentiert, dass Kurdistan keine Projektionsfläche für rechte oder linke Politik sein sollte; die Kurden seien „keine kämpfende Folkloretanzgruppe, sondern eine politisch, religiös und gesellschaftlich heterogene Ethnie im Nahen Osten.“ Außerdem fordert Othmann, die politische Linke dürfe den Islamismus nicht zum Tabuthema machen; der Islamismus sei nicht nur eine Reaktion auf den Kolonialismus, sondern habe schon vorher bestanden. Die „Schweige- und Verharmlosungsreflexe der Linken“ seien gefährlich, da man das Thema „reaktionären Kräften für deren Narrative“ überlasse und gleichzeitig die Opfer des politischen Islam ignoriere.

## Auszeichnungen
- 2013: Leonhard und Ida Wolf-Gedächtnispreis der Stadt München
- 2013: Stipendiatin des Literatur Labor Wolfenbüttel
- 2014–2020: Stipendium des Studienwerks der Heinrich-Böll-Stiftung
- 2015: MDR-Literaturpreis für die Erzählung Bleigießen sowie Aufenthaltsstipendium im Künstlerhaus Lukas
- 2017: Preis für Lyrik beim 25. open mike-Literaturwettbewerb
- 2017: Caroline-Schlegel-Förderpreis für den Essay Eine Blume, grün, rot und gelb
- 2019: BKS-Bank-Publikumspreis für den Prosatext Vierundsiebzig beim 43. Ingeborg-Bachmann-Preis
- 2019: Förderpreis des erstmals verliehenen Gertrud-Kolmar-Preises für ihr Gedicht Ich habe gesehen
- 2020: Shortlist des aspekte-Literaturpreises mit Die Sommer[28]
- 2020: Mara-Cassens-Preis für Die Sommer
- 2020: Heinrich Heine Stipendium in Lüneburg
- 2022: Orphil-Debütpreis für die verbrechen[29]
- 2022: Horst-Bienek-Preis für Lyrik (Förderpreis)[30]
- 2022: Horst Bingel-Preis für Literatur
- 2023: PoesieDebütPreis Düsseldorf für die verbrechen[31]
- 2024: Usedomer Literaturpreis für ihren Debütroman Die Sommer[32]
- 2024: Düsseldorfer Literaturpreis für Vierundsiebzig[33][34]
- 2024: Shortlist des Deutschen Buchpreises mit Vierundsiebzig[35]
- 2024: Buch des Jahres der SWR-Bestenliste für Vierundsiebzig
- 2025: Erich-Loest-Preis für Vierundsiebzig[36]

## Publikationen
- Bleigießen, in: Michael Hametner (Hrsg.): Schnee im August. Die besten Geschichten aus dem MDR-Literaturwettbewerb 2015. Poetenladen, Leipzig 2015. ISBN 978-3-940691-70-5
- auf die fische ist kein verlass • frag mich nicht • min beriya te kiriye • mondprotokolle, in: Yevgeniy Breyger, Özlem Özgül Dündar, Alexander Kappe, Ronya Othmann, Sibylla Vričić Hausmann, Saskia Warzecha (Hrsg.): Ansicht der leuchtenden Wurzeln von unten. Lyrik aus den deutschsprachigen Literaturinstituten. Poetenladen, Leipzig 2017. ISBN 978-3-940691-79-8
- Özlem Özgül Dündar, Ronya Othmann, Mia Göhring, Lea Sauer (Hrsg.), FLEXEN. Flâneusen* schreiben Städte (darin auch Gedichte von Ronya Othmann). Verbrecher Verlag, Berlin 2019, ISBN 978-3-95732-406-1
- Die Sommer, Roman. Carl Hanser Verlag, München 2020. ISBN 978-3-446-26760-2
- die verbrechen, Gedichte. Carl Hanser Verlag, München 2021. ISBN 978-3-446-27083-1
- Vierundsiebzig, Roman. Rowohlt Verlag, Hamburg 2024. ISBN 978-3-498-00361-6
- Ronya Othmann (Hrsg.), Kino & Lyrik. Filmkollektiv Frankfurt, Frankfurt am Main 2024.